# ذفرة بوليفية
ذفرة بوليفية (الاسم العلمي:Cleome boliviensis) هي نوع من النباتات تتبع جنس الذفرة من الفصيلة الذفرية.